# 이와지마섬
이와지마섬(維和島)은 일본 규슈 구마모토현 중부에 있는 우토반도 앞쪽 끝, 미스미의 동남쪽에 있는 섬이다. 이 섬은 일본 전역에서 유명한 보리새우 생산지이다. 이 섬의 면적은 6.40km2이다. 이 섬은 제법 온난한 기후가 나타나 겨울철에도 영하로 떨어지는 일이 거의 없다. 이와지마 섬 주변에는 많은 섬들이 몰려 있다.